# Scott Lighty
Scott Lighty (San Carlos, 15 de outubro de 1978) é um atleta estadunidense de kickboxer Super Pesado e MMA, natural de San Luis Obispo, Califórnia. Ele atualmente treina na The Pit junto de veteranos do UFC, como Chuck Liddell e Glover Teixeira. Lighty compete na Strikeforce.

## Biografia & carreira

### K-1
Lighty fez sua estréia na K-1 como lutador de reserva em Agosto de 2004 em Las Vegas, Nevada, nocauteando Frank Cota. Em 2005 ele era um dos finalistas do "Maiohem At The Mirage". Ele nocauteou Tatsufumi Tomihira nas quartas de finais e venceu Chalid Arrab por decisão unânime nas semifinais. Na última luta, perdeu para o Russo Ruslan Karaev.

### MMA
Após 2007, não houve muitas lutas da K-1 nos Estados Unidos e Lighty decidiu ir para o kickboxing no MMA. Ele fez sua pré-estréia no programa de TV "TapouT" e venceu a luta por finalização no primeiro round contra Derek Thornton.
Em sua luta seguinte, Lighty lutou com Antwain Britt no Strikeforce: Evolution. Lighty perdeu por TKO (doctor stoppage) no segundo round.

## Histórico
| Resultado | Record | ’’’Oponente’’’    | ’’’Método’’’            | Event                            | Date                    | Round | Time | Location                |
| --------- | ------ | ----------------- | ----------------------- | -------------------------------- | ----------------------- | ----- | ---- | ----------------------- |
| Vitória   | 6-1    | Shawn Frye        | TKO (Punch)             | FFW - Fight for Wrestling 2      | 14 de agosto de 2010    | 2     | N/A  | Bakersfield, Califórnia |
| Derrota   | 5-1    | Antwain Britt     | TKO (Doctor's Stoppage) | Strikeforce: Evolution           | 19 de dezembro de 2009  | 1     | 5:00 | San José, Califórnia    |
| Vitória   | 5-0    | Mike Cook         | TKO (Strikes)           | Strikeforce: Carano vs. Cyborg   | 15 de agosto de 2009    | 1     | 2:05 | San José, Califórnia    |
| Vitória   | 4-0    | Jamiah Williamson | TKO                     | ShoXC - Elite Challenger Series  | 26 de setembro de 2008  | 1     | 4:51 | Santa Ynez, Califórnia  |
| Vitória   | 3-0    | Kawika Morton     | Decisão (Unânime)       | PureCombat - Hard Core           | 15 de agosto de 2008    | 3     | N/A  | Visalia, Califórnia     |
| Vitória   | 2-0    | Paul Mince        | TKO (Doctor Stoppage)   | PURECOMBAT - Lights Out          | 29 de fevereiro de 2008 | 1     | N/A  | Visalia, Califórnia     |
| Vitória   | 1-0    | Derek Thornton    | Finalização (Verbal)    | PFC 6 - No Retreat, No Surrender | 17 de janeiro de 2008   | 1     | 2:33 | Lemoore, Califórnia     |